# Georgia Institute of Technology

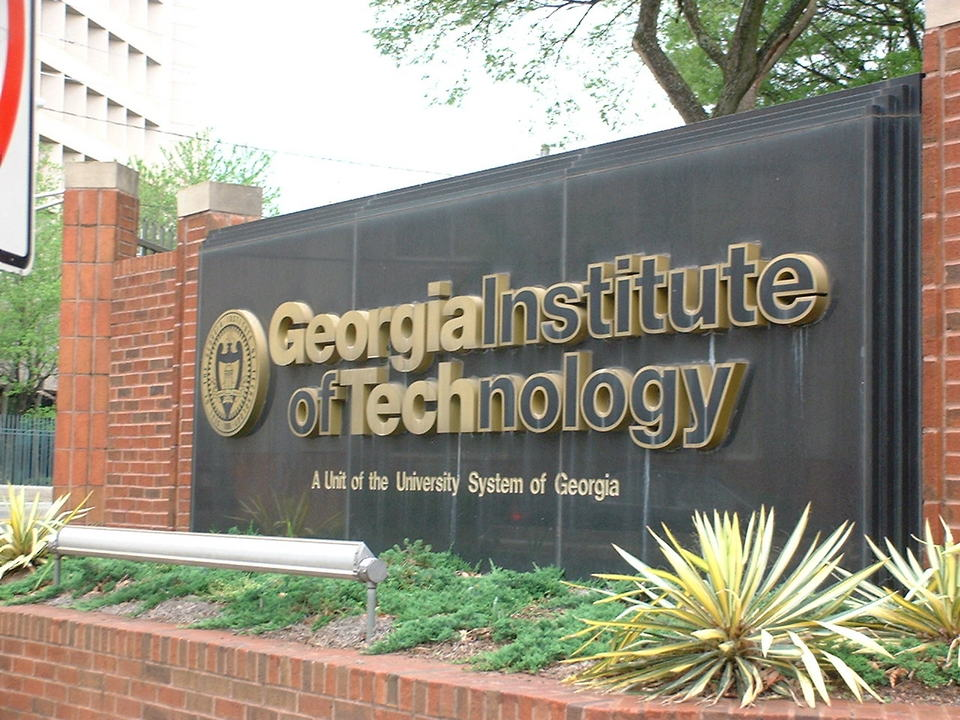

Georgia Institute of Technology of kortweg Georgia Tech is een Amerikaanse universiteit in Atlanta (hoofdstad van Georgia) en is opgericht in 1885. Het is een publieke universiteit die een voortrekkersrol speelt in de globalisering van het onderwijs en het onderzoek. De universiteit heeft behalve in Atlanta ook een campus in Savannah en in de Franse stad Metz.

## Alumni
- 1922:Bobby Jones, golfer
- 1997: Matt Kuchar, golfer
- Jarett Jack, basketballer (New Orleans Hornets)
- Chris Bosh, basketballer (Miami Heat)
- Will Bynum, basketballer (Detroit Pistons)
- Anthony Morrow, basketballer (New Jersey Nets)